# Alkor
Alkor (g UMa, 80 Ursae Majoris) je dvojhvězda v souhvězdí Velké medvědice. Nachází se přibližně 82 světelných let od Slunce. Spolu s blízkým Mizarem tvoří optickou dvojhvězdu, známou již od starověku. Alkor a Mizar se pravděpodobně pohybují společně v rámci pohybové skupiny Velké medvědice, což naznačuje jejich podobný vlastní pohyb a vzdálenost. Není však jisté, zda tvoří gravitačně vázaný systém.

## Popis
Hlavní složka systému, Alkor A, je hvězda hlavní posloupnosti spektrálního typu A5 Vn. Má přibližně 1,8násobek hmotnosti Slunce, povrchovou teplotu 8 030 K a svítivost 13krát vyšší než Slunce. Některé zdroje uvádějí viditelnou hvězdnou velikost Alkoru kolem 3,99–4,0, přičemž odhadovaná vzdálenost od Země se pohybuje v rozmezí 80 až 82 světelných let.
Sekundární složka, Alkor B, je slabý červený trpaslík spektrálního typu M3. Nachází se 1,1 obloukové vteřiny od hlavní hvězdy, což odpovídá vzdálenosti přibližně 28 AU. Objev tohoto doprovodného červeného trpaslíka byl publikován v roce 2009 na základě infračervených pozorování z MMT (Multiple Mirror Telescope).

## Historie a význam
Název „Alkor“ pochází z arabštiny (Suha), což znamená „zavržený“ nebo „ztracený“. Hvězda byla v historii používána jako test ostrosti zraku. V některých kulturách byla Alkor a Mizar interpretována jako „kůň a jezdec“ nebo „matka s dítětem“. V tradiční indické astronomii je Alkor znám jako Arundhati, manželka mudrce Vašišthy, který je symbolizován hvězdou Mizar.
V některých zdrojích se uvádí, že schopnost rozeznat Alkor a Mizar pouhým okem byla odedávna považována za symbol dobrého zraku a bystrosti. Tato tradice existuje i v nejrůznějších lidových vyprávěních, například na území ostrova Cape Breton v Kanadě v severovýchodní část Nového Skotska.

## Výzkum
Moderní měření naznačují, že Alkor a Mizar jsou součástí stejné hvězdné skupiny s podobným pohybem, což zpochybňuje starší teorii o jejich pouhé optické blízkosti.
Některé práce se navíc věnují možnému gravitačnímu spojení Alkoru a Mizara v rámci skupiny hvězd Velké medvědice.

## Galerie

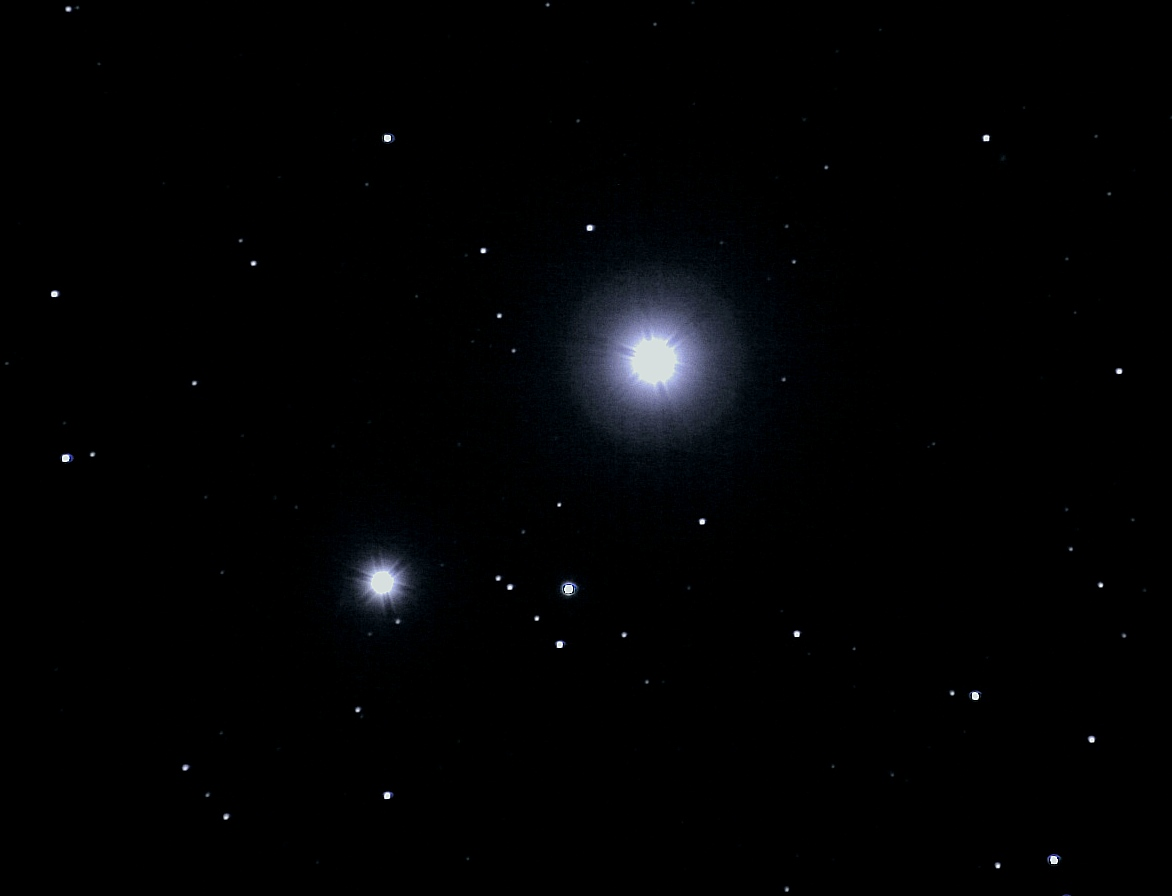
Mizar a Alkor
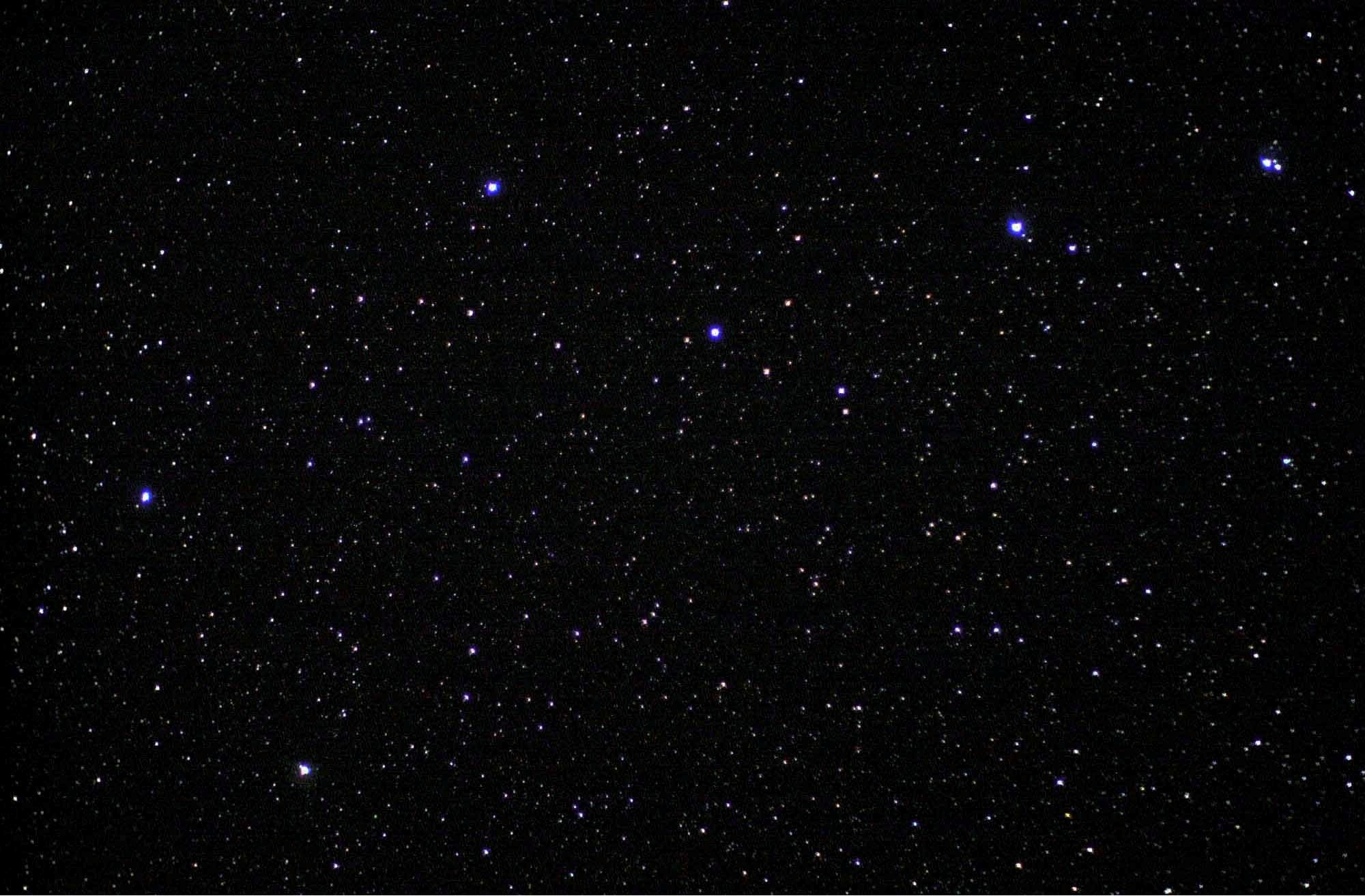
Velký vůz fotografovaný z ISS